# Macromitrium gebaueri
Macromitrium gebaueri är en bladmossart som beskrevs av Brotherus 1929. Macromitrium gebaueri ingår i släktet Macromitrium och familjen Orthotrichaceae. Inga underarter finns listade i Catalogue of Life.